# Ambrosia Parsley
Ambrosia Parsley (Los Ángeles, California, 23 de junio de 1971) es una compositora y cantante estadounidense de pop-rock alternativo, que hasta 2007 fue cantante líder del grupo Shivaree

## Biografía
De familia procedentes de Virginia Occidental, nació en Reseda, en el Valle de San Fernando, del área metropolitana de Los Ángeles. Creció dentro de un entorno amante de la música. Por parte de su padre y sus dos hermanos conoció la música country y, gracias a su abuela, desde muy pequeña aprendió a tocar el piano y el ukelele además de a cantar como lo hacían las cantantes americanas de los años 20 a 50. A los 7 años se atrevía a dar actuaciones en la pizzería  “Shakey’s Pizza”. Durante su infancia llegó a cantar en los coros de 7 iglesias y con 13 o 14 años comenzó a poner letras a sus canciones, tal que decidió que se dedicaría a la música y a componer. Trabajó como camarera, asistente en una librería y vendedora de cosméticos. Con 25 años viajó a Nueva York donde vivió un tiempo.
En 1997 fue descubierta, en una de sus actuaciones "pizzeras", por el guitarrista Duke McVinne, que iba acompañado por el teclista Danni McGough, quien acababa de cortar con su mánager. Al poco habían compuesto tres canciones y formaron el grupo Shivaree. Ambrosia fue la cantante principal y compuso la mayoría de las canciones. En 1999, la discográfica Odeón lanzó el primer álbum de Shivaree, de largo título, “I oughtta give you a shot in the head for making me live in this dump“, elegido por la cantante porque le recordaba a una serie de humor de los años 60. Fue un éxito, especialmente en Europa donde recibieron disco de platino (Italia) y oro (Francia y Portugal), lo que supuso una gira por esos países.  Participó en otros 3 álbumes de estudio y 2 "EPs".  Como miembro de esa banda aparece en los álbum de Mocean Worker (Enter the Mowo) y de Verbena (La Música Negra), además de colaborar con otros artistas y en otros trabajos. Según Ambrosia, Shivaree, más que una banda al uso, eran una colectividad que componía música y no gustaba de los videoclips. Coincidiendo con la maternidad de Ambrosia, el grupo se deshizo en 2007.
En el estilo musical de Ambrosia Parsley han influido grandes cantantes como Billie Holiday y Nina Simone, entre otros varios. Es una música que combina géneros como el folk, el country, el pop y el jazz. Le gusta la música de Bjork, PJ Harvey, Radiohead, etc. Aficionada a la literatura, da ese toque literario a las letras de sus canciones, que son pequeñas historias como cuenta el exmiembro de Shivaree y colaborador, Chris Maxwell. No le agrada el cine de acción violento aunque la canción que le dio fama, Goodnight moon, es parte de la banda sonora de la película Kill Bill, de Tarantino.
Entre sus ocurrencias está su participación, en abril de 2004, en la radio liberal Air America, en el programa llamado "Ambrosia Sings the News", que consistía en "cantar" los titulares de las noticias de la semana previa en una breve melodía de menos de un minuto. Compuso unas cincuenta, algunas en directo, hasta el punto de vender por iTunes el sencillo "2004 (The Year In Review...For Anyone Who Can Bear the Mere Thought)", que plasmaba aquella iniciativa radiofónica.
Según la casa discográfica Rounder Records, Ambrosia iba a lanzar su primer álbum como solista en la primavera de 2008, pero por motivos desconocidos no salió. En abril de 2010 se presenta en la web de Parsley la canción Rubble, su primer sencillo de su futuro álbum. En octubre de 2010 saca tres nuevas canciones, My Knees,  The Waltz y Make Me Laugh, resultado de una corta actuación en vivo en Phoenicia, Nueva York. En 2011, lanza Weeping Cherry, The Other Side, todas anunciadas en su página web. Por fin, en 2013, la casa Fargo Records lanza su disco Weeping Cherry que contiene 10 canciones y entre ellas algunos de sus anteriores sencillos (Empire, Rubble, The Other Side, My Hindenburg, Weeping Cherry, Skin and Bone, Only Just Fine, My Knees, Catalina, Make Me Laugh), y cuenta con la colaboración Chris Maxwell y Phil Hernández (de los The Elegant Too), así como contribuciones de Danny McGough, Joan Wasser, AA Bondy, Benjamin Biolay, etc.
Alterna su vida entre la pequeña población de Phoenicia y la ciudad de Nueva York. Su marido, David Ayers (7-11-1956), trabaja en una editorial musical. Es madre de Lucius (2007?).

## Discografía

### Con Shivaree
Participó como voz líder principal en los siguientes álbumes, además de en otras actuaciones de la banda:
- "I Oughtta Give You a Shot in the Head for Making Me Live in This Dump", 1999
- "Rough Dreams", 2002
- "Who's Got Trouble?", 2005
- "Tainted Love: Mating Calls and Fight Songs", 2007

### Álbumes
•  Weeping Cherry April 28, 2015 by Barbes Records (US Release) 
- Weeping Cherry October 28, 2013 by Fargo Records (EU Release)[9]

### EP
- I miss you. I do.  8, diciembre de 2012

### Singles
- "Rubble" (2010)
- "The Other Side" (2011)

## Ambrosia Parsley (Colaboraciones)
Cortes (tracks) en los que ha intervenido Parsley: 
- "Ether" (voz secundaria) - para el álbum "La música negra" de Verbena (2003).
- "I'll take the woods" (voz principal) - para el álbum "Enter the Mowo!" de Mocean Worker (2004).
- "Everybody Came" (voz principal) - para el álbum "For the Kids Too" con otros artistas (2004).
- "Girls: Must be single and very pretty" (cantante) - para Esopus Magazine #6, "Help Wanted" (2006). Es una colaboración con 'The Elegant Too'.
- "Counting" (voz principal) - para el álbum "Songs of Sara P. Smith"  (2006). Álbum homenaje de varios artistas a Sara P. Smith.
- "Morning Light" para el álbum "Songs of Sara P. Smith"  (2006). Álbum homenaje de varios artistas a Sara P. Smith.
- "You'd be surprised" (dueto con el líder de la banda) -  para el álbum "Your Language" de White Hassle (2008).
- "Then Was Then and Now Is Now" (voz principal) - para el álbum "The Best Is Yet To Come: The Songs Of Cy Coleman (2009)" con varios artistas (2009).
- "My World" (voz principal) - canción compuesta y producida por 'The Elegant Too', con la voz de Parsley exclusivamente para un anuncio (2010).
- "Pink Bricks" - (voz principal) - para el álbum "Maximum Balloon" (es el álbum debut en solitario de David Sitek)
- "The Blood Is Love" (voz principal) - para el álbum "Uncovered Queens of the Stone Age" (interpretado por varias voces femeninas junto al músico francés Olivier Libaux).

### Bandas sonoras
- El lado bueno de las cosas ("Goodnight Moon"), 2012
- ¿Quién mató al coche eléctrico? (Documental) ("I'll Take The Woods"), 2006
- Kill Bill. Volumen 2 ("Goodnight Moon"), 2004
- Mi querido rehén (TV Movie) ("It's a Beautiful Morning"), 1999
- Lillemand (serie de TV) Episodio, - Gaven (2015) ... (música)